# Pisma gruzińskie
Pisma gruzińskie – trzy pisma alfabetyczne, służące do zapisywania języka gruzińskiego oraz kilku innych języków z rodziny kartwelskiej.
Alfabet gruziński powstał najprawdopodobniej w IV w. n.e. Za podstawę do jego tworzenia posłużył alfabet syryjski lub alfabet grecki, jednak szczegółowe pochodzenie znaków nie jest znane. Zgodnie z tradycją, za twórcę alfabetu gruzińskiego uważany jest pierwszy gruziński władca – Farnawaz I w 284 p.n.e.
Alfabet gruziński ma trzy kroje pisma, dość różniące się od siebie:
- asomtawruli (gruz. „majuskuła”), zwany też mrgwlowani (gruz. „zaokrąglony”);
- nuschuri (gruz. „minuskuła”) określany niekiedy jako chucuri (gruz. „kościelny”);
- mchedruli (gruz. „rycerski”).

Najstarsze zabytki zapisane alfabetem gruzińskim pochodzą z V w. n.e. i zapisane są w asomtawruli. Obecnie jest używana forma mchedruli, stworzona w X w., która ostatecznie wyparła pozostałe kroje w XVIII w.
Współczesny alfabet gruziński składa się z 33 znaków. Nie są rozróżniane wielkie i małe litery.

## Historia
Język gruziński należący do rodziny języków kartwelskich jako jedyny z tej rodziny ma własny unikalny alfabet.
Według legend pismo gruzińskie zostało stworzone przez króla Kartlii Farnawaza I (326–234 p.n.e.) w IV–III w. p.n.e. lub przez ormiańskiego biskupa Mesropa Masztoca (359–440), który miał stworzyć alfabet gruziński ok. 400 roku, kiedy opracował alfabet ormiański i alfabet Albanii Kaukaskiej. 
Badacze skłaniają się ku teorii powstania alfabetu gruzińskiego w IV wieku n.e., na bazie pisma greckiego w celu propagowania chrześcijaństwa. Najstarsze znalezione inskrypcje zapisane w tym alfabecie, datowane na ok. 430 rok, znajdują się kościele ufundowanym przez Piotra Iberyjskiego (ok. 417–491) niedaleko Betlejem na Pustyni Judzkiej. Uznawane powszechnie za najstarsze inskrypcje na terenie Gruzji znajdują się w katedrze Sioni w Bolnisi. 
W 2015 roku, podczas prac archeologicznych na stanowisku Grakliani Gora naukowcy z Tbiliskiego Uniwersytetu Państwowego odkryli napisy wyrzeźbione na piedestale dwóch kamiennych ołtarzy świątynnych, dedykowanych bogini płodności z ok. VII w. p.n.e., których nie można przypisać żadnemu znanemu alfabetowi. Powstanie napisów zostało datowane na ok. X–XI w. p.n.e.
Na przestrzeni wieków język gruziński zapisywany był przy pomocy trzech rodzajów pisma – zapis biegł zawsze od strony lewej do prawej i nie odróżniano zapisów wielką i małą literą. W wiekach V–IX posługiwano się pismem zaokrąglonym, nazywanym asomtawruli. Z tego pisma rozwinęło się nuschuri – pierwszy zabytek zapisany tym pismem pochodzi z 864 roku, a pismo używane było w X–XI w. przy pisaniu manuskryptów. Obecne pismo – mchedruli wykształciło się w X wieku. Kościół używał jednak dawnych pism dla zapisu świętych tekstów, które określono mianem chucuri. Współczesny alfabet gruziński ma 33 litery i jest alfabetem fonemicznym (tzn. jednej głosce odpowiada jedna litera).  
W 2016 roku żywa kultura trzech systemów pisma gruzińskiego alfabetu została wpisana na listę niematerialnego dziedzictwa UNESCO.

## Pisma

### Asomtawruli
Asomtawruli (gruz. ასომთავრული) – najstarsze pismo gruzińskie, używane powszechnie w V–IX wieku, którego nazwa asomtawruli (gruz. „majuskuła”), bazowało na zaokrąglonych literach, przez co nazywane było również mrgwlowani (gruz. მრგვლოვანი) czyli „zaokrąglone”.  
| Litery asomtawruli | Litery asomtawruli | Litery asomtawruli | Litery asomtawruli | Litery asomtawruli | Litery asomtawruli | Litery asomtawruli | Litery asomtawruli | Litery asomtawruli | Litery asomtawruli | Litery asomtawruli | Litery asomtawruli | Litery asomtawruli | Litery asomtawruli |
| ------------------ | ------------------ | ------------------ | ------------------ | ------------------ | ------------------ | ------------------ | ------------------ | ------------------ | ------------------ | ------------------ | ------------------ | ------------------ | ------------------ |
| Ⴀ                  | Ⴁ                  | Ⴂ                  | Ⴃ                  | Ⴄ                  | Ⴅ                  | Ⴆ                  | Ⴡ                  | Ⴇ                  | Ⴈ                  | Ⴉ                  | Ⴊ                  | Ⴋ                  | Ⴌ                  |
| Ⴢ                  | Ⴍ                  | Ⴎ                  | Ⴏ                  | Ⴐ                  | Ⴑ                  | Ⴒ                  | Ⴣ                  | ႭჃ, Ⴓ              | Ⴔ                  | Ⴕ                  | Ⴖ                  | Ⴗ                  | Ⴘ                  |
| Ⴙ                  | Ⴚ                  | Ⴛ                  | Ⴜ                  | Ⴝ                  | Ⴞ                  | Ⴤ                  | Ⴟ                  | Ⴠ                  | Ⴥ                  |                    |                    |                    |                    |

### Nuschuri
Nuschuri (gruz. ნუსხური, „minuskuła”) określany niekiedy jako chucuri (gruz. ხუცური, „kościelny”) – pismo gruzińskie z X–XI w., stosowane dla celów religijnych do dziś, np. w hagiografii.  
| Litery nuschuri | Litery nuschuri | Litery nuschuri | Litery nuschuri | Litery nuschuri | Litery nuschuri | Litery nuschuri | Litery nuschuri | Litery nuschuri | Litery nuschuri | Litery nuschuri | Litery nuschuri | Litery nuschuri | Litery nuschuri |
| --------------- | --------------- | --------------- | --------------- | --------------- | --------------- | --------------- | --------------- | --------------- | --------------- | --------------- | --------------- | --------------- | --------------- |
| ⴀ               | ⴁ               | ⴂ               | ⴃ               | ⴄ               | ⴅ               | ⴆ               | ⴡ               | ⴇ               | ⴈ               | ⴉ               | ⴊ               | ⴋ               | ⴌ               |
| ⴢ               | ⴍ               | ⴎ               | ⴏ               | ⴐ               | ⴑ               | ⴒ               | ⴣ               | ⴍⴣ, ⴓ           | ⴔ               | ⴕ               | ⴖ               | ⴗ               | ⴘ               |
| ⴙ               | ⴚ               | ⴛ               | ⴜ               | ⴝ               | ⴞ               | ⴤ               | ⴟ               | ⴠ               | ⴥ               |                 |                 |                 |                 |

### Mchedruli
Mchedruli (gruz. მხედრული, „rycerski”) – współczesne pismo gruzińskie, wykształcone w X w., składające się z 33 liter. 
| Litera | Unicode | Nazwa | ISO 9984 | BGN   | Vajšnoryja | Wymowa |                                                                                          |
| ------ | ------- | ----- | -------- | ----- | ---------- | ------ | ---------------------------------------------------------------------------------------- |
| ა      | U+10D0  | an    | A a      | A a   |            | A a    | [a]                                                                                      |
| ბ      | U+10D1  | ban   | B b      | B b   |            | B b    | [b]                                                                                      |
| გ      | U+10D2  | gan   | G g      | G g   |            | G g    | [ɡ]                                                                                      |
| დ      | U+10D3  | don   | D d      | D d   |            | D d    | [d]                                                                                      |
| ე      | U+10D4  | en    | E e      | E e   |            | E e    | [ɛ] (polskie e)                                                                          |
| ვ      | U+10D5  | vin   | V v      | V v   |            | V v    | [v] (polskie w)                                                                          |
| ზ      | U+10D6  | zen   | Z z      | Z z   |            | Z z    | [z]                                                                                      |
| თ      | U+10D7  | tan   | T t      | T t   |            | T t    | [tʰ] (przydechowe t)                                                                     |
| ი      | U+10D8  | in    | I i      | I i   |            | I i    | [ɪ] (osłabione polskie i lub y)                                                          |
| კ      | U+10D9  | kan   | K k      | K k   |            | K̓ k̓    | [k] (glottalizowane k)                                                                   |
| ლ      | U+10DA  | las   | L l      | L l   |            | L l    | [l]                                                                                      |
| მ      | U+10DB  | man   | M m      | M m   |            | M m    | [m]                                                                                      |
| ნ      | U+10DC  | nar   | N n      | N n   |            | N n    | [n]                                                                                      |
| ო      | U+10DD  | on    | O o      | O o   |            | O o    | [ɔ] (polskie o)                                                                          |
| პ      | U+10DE  | par   | P p      | P p   |            | P̓ p̓    | [p] (glottalizowane p)                                                                   |
| ჟ      | U+10DF  | žan   | Ž ž      | Zh zh |            | Ž ž    | [ʒ] (polskie ż)                                                                          |
| რ      | U+10E0  | rae   | R r      | R r   |            | R r    | [r]                                                                                      |
| ს      | U+10E1  | san   | S s      | S s   |            | S s    | [s]                                                                                      |
| ტ      | U+10E2  | tar   | T t      | T t   |            | T̓ t̓    | [t] (glottalizowane t)                                                                   |
| უ      | U+10E3  | un    | U u      | U u   |            | U u    | [ʊ] (osłabione u)                                                                        |
| ფ      | U+10E4  | par   | P p      | P p   |            | P p    | [pʰ] (przydechowe p)                                                                     |
| ქ      | U+10E5  | kan   | K k      | K k   |            | K k    | [kʰ] (przydechowe k)                                                                     |
| ღ      | U+10E6  | ɣan   | Ḡ ḡ      | Gh gh |            | Ɣ ɣ    | [ɣ] (dźwięczny odpowiednik ch – nie mylić z "gardłowym" dźwięcznym h czeskim i kresowym) |
| ყ      | U+10E7  | qar   | Q q      | Q q   |            | Q q    | [q] (języczkowe k glottalizowane)                                                        |
| შ      | U+10E8  | šin   | Š š      | Sh sh |            | Š š    | [ʃ] (polskie sz)                                                                         |
| ჩ      | U+10E9  | čin   | Č č      | Ch ch |            | Č č    | [ʧʰ] (przydechowe cz)                                                                    |
| ც      | U+10EA  | can   | C c      | Ts ts |            | C c    | [ʦʰ] (przydechowe c)                                                                     |
| ძ      | U+10EB  | ʒil   | J j      | Dz dz |            | Ʒ ʒ    | [ʣ] (polskie dz)                                                                         |
| წ      | U+10EC  | cil   | C c      | Ts ts |            | C̓ c̓    | [ʦ] (glottalizowane c)                                                                   |
| ჭ      | U+10ED  | čar   | Č č      | Ch ch |            | Č̓ č̓    | [ʧ] (glottalizowane cz)                                                                  |
| ხ      | U+10EE  | xan   | X x      | Kh kh |            | X x    | [x] (twarde polskie ch)                                                                  |
| ჯ      | U+10EF  | ǯan   | J̌ ǰ      | J j   |            | Ǯ ǯ    | [ʤ] (polskie dż)                                                                         |
| ჰ      | U+10F0  | hae   | H h      | H h   |            | H h    | [h] (miękkie polskie h)                                                                  |

Spotyka się też użycie połączeń dz, dž dla ძ, ჯ i kreskę przy przydechowych, a nie glottalizowanych.